# Liste der Kulturdenkmale in Elmenhorst (Lauenburg)
In der Liste der Kulturdenkmale in Elmenhorst sind alle Kulturdenkmale der schleswig-holsteinischen Gemeinde Elmenhorst (Kreis Herzogtum Lauenburg) und ihrer Ortsteile aufgelistet (Stand: 10. März 2025).

## Legende
In den Spalten befinden sich folgende Informationen:
- Objekt-ID: die Nummer des Kulturdenkmales
- Lage: die Adresse des Kulturdenkmales und die geographischen Koordinaten. Kartenansicht, um Koordinaten zu setzen. In der Kartenansicht sind Kulturdenkmale ohne Koordinaten mit einem roten Marker dargestellt und können in der Karte gesetzt werden. Kulturdenkmale ohne Bild sind mit einem blauen Marker gekennzeichnet, Kulturdenkmale mit Bild mit einem grünen Marker.
- Offizielle Bezeichnung: Bezeichnung des Kulturdenkmales
- Beschreibung: die Beschreibung des Kulturdenkmales
- Bild: ein Bild des Kulturdenkmales

## Bauliche Anlagen
| Objekt-ID     | Lage                                      | Offizielle Bezeichnung | Beschreibung | Bild            |
| ------------- | ----------------------------------------- | ---------------------- | --- | --------------- |
| 134 Wikidata  | Gut Lanken (53° 32′ 44″ N, 10° 30′ 26″ O) | Gutshaus               | Das Gutshaus wurde im Jahr 1732 erbaut. Alteintragung (Aktualisierung vorgesehen) - Begründung: Alteintragung (Aktualisierung vorgesehen) - Schutzumfang: Alteintragung (Aktualisierung vorgesehen) - Denkmaltyp: Bauliche Anlage       | Fotos hochladen |
| 1328 Wikidata | Gut Lanken (53° 32′ 42″ N, 10° 30′ 26″ O) | Kornspeicher           | Das Gebäude wurde um das Jahr 1732 errichtet. Alteintragung (Aktualisierung vorgesehen) - Begründung: Alteintragung (Aktualisierung vorgesehen) - Schutzumfang: Alteintragung (Aktualisierung vorgesehen) - Denkmaltyp: Bauliche Anlage | Fotos hochladen |

## Quelle
- Liste der Kulturdenkmale in Schleswig-Holstein – Herzogtum Lauenburg (PDF)

- Karte mit allen Koordinaten:
- OSM |
- WikiMap